# Mackay (Queensland)
Mackay je australské město v regionu Mackay nacházející se na pobřeží spolkového státu Queensland u Korálového moře. Leží asi 970 kilometrů severně od města Brisbane. Mackay leží ve Středním Queenslandu nebo v Severním Queenslandu. Tyto oblasti nemají přesně určené území, obecně je tato oblast známa pod názvem Mackay-Whitsunday. Město je přezdíváno jako „hlavní město cukru“ v Austrálii, tento region produkuje více než třetinu australského cukru.
Město se nachází v nadmořské výšce 11 m n. m. a k roku 2018 mělo přes 80 000 obyvatel.

## Geografie
Mackay se nachází na jižní 21. rovnoběžce. Leží na pobřeží Korálového moře, městem protéká řeka Pioneer.

### Klima
Nachází se ve vlhkém subtropickém klimatu. V létě se teploty pohybují od 23 °C do 30 °C. V zimě se pohybují od 10 do 23 °C. Zimy jsou slunečné a poměrně suché, s minimálními teplotami obvykle kolem 10 °C, zřídka nižšími než 5 °C. Mráz je v Mackay vzácný. Přesto byl západně od města zaznamenán. Jaro je obvykle suché, ale výrazně teplejší a vlhčí než zima, přičemž teploty začínají pravidelně dosahovat až 30 °C. Občasné bouřky mohou způsobit deště, ale velmi vydatný déšť přichází až později v létě. Prosinec je začátkem období vlhka, které trvá do března nebo do dubna. Pro toto období je typická vysoká vlhkost vzduchu, každodenní srážky a velmi teplé noci. Monzunové systémy a tropické cyklóny způsobují velmi vydatná, prodloužená období dešťů.
Extrémní teploty v Mackay byly zaznamenány v rozmezí od −0,4 °C do 39,7 °C. Nejvyšší srážky, které za jeden den spadly, dosahovaly hodnoty 627,4 mm.